# چایکنار

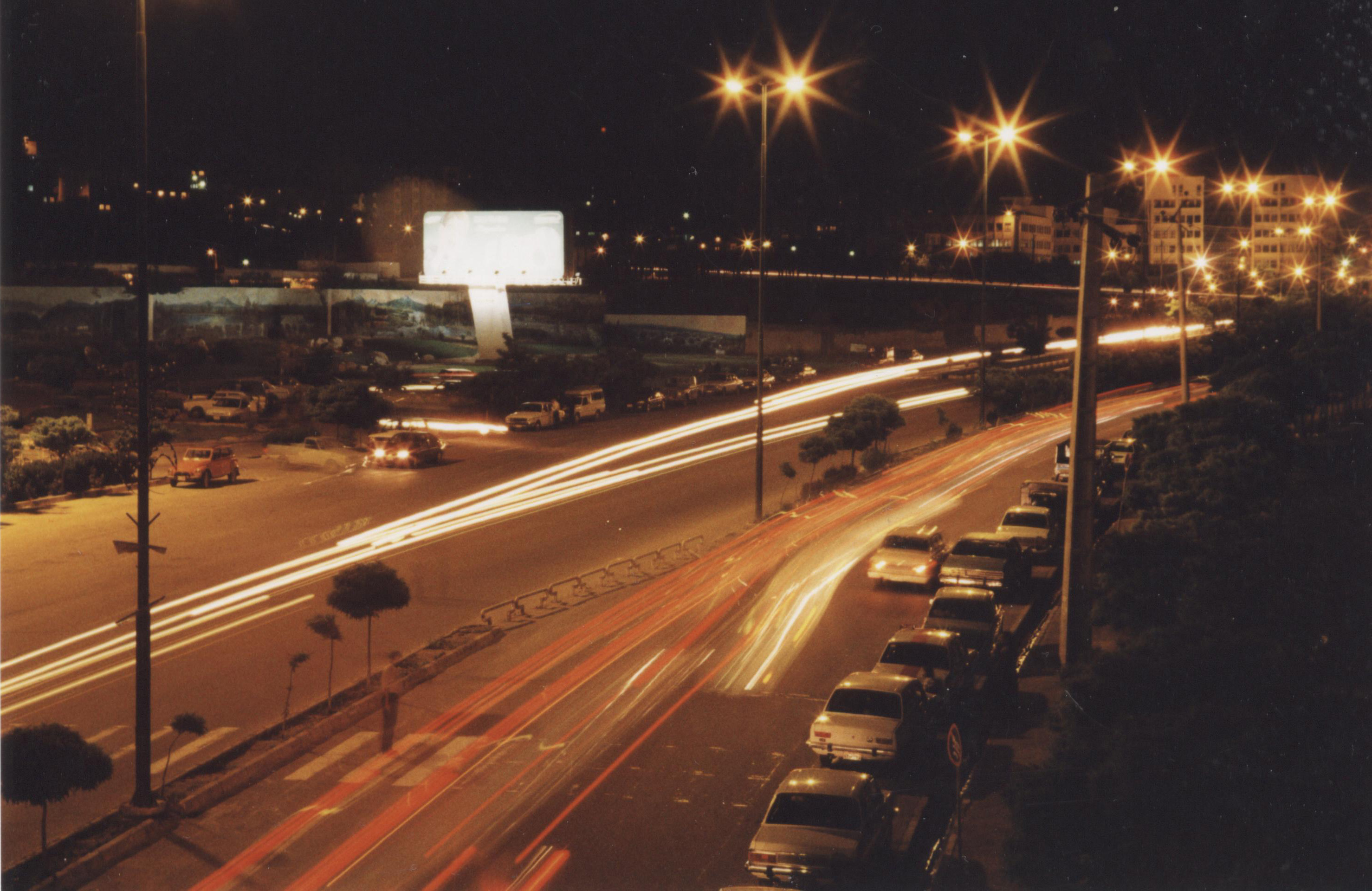
نمایی از بزرگراه چای‌کنار تبریز در شب.

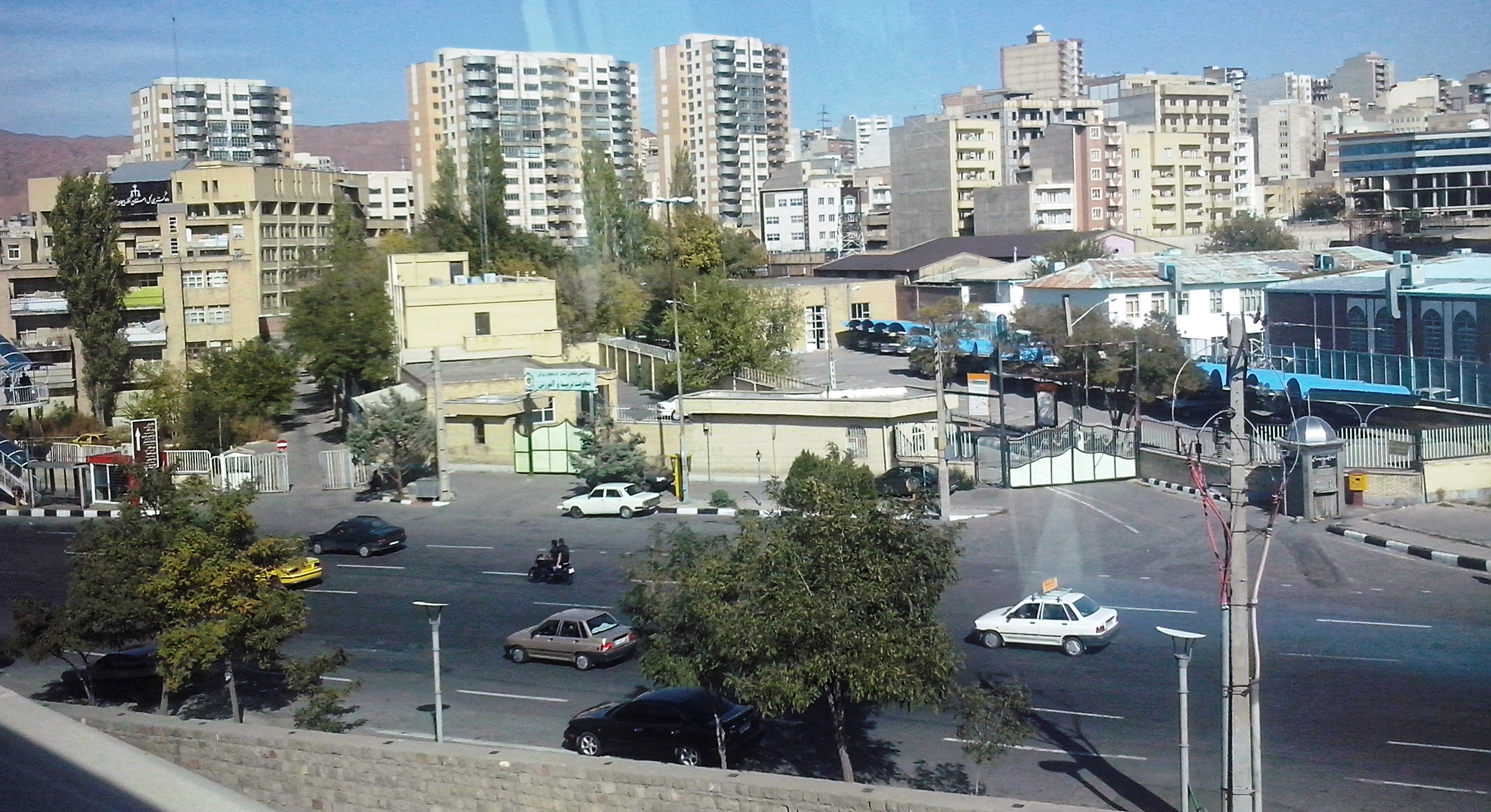
برج‌های کوی ولی‌عصر تبریز و ورودی بزرگراه چای‌کنار از سمت شرق.

بزرگراه یا پارک‌وی چای‌کنار، یکی از بزرگراه‌های تبریز است که با طول ۱۰ کیلومتر، بلوار ۲۹ بهمن در شرق تبریز را در امتداد رودخانه مهرانه‌رود به بزرگراه آذربایجان و بزرگراه کمربندی میانی متصل می‌کند. این بزرگراه متشکل از چند بزرگراه به هم پیوسته شامل بلوار استاد شهریار، بلوار فارابی، بزرگراه علامه طباطبایی و بزرگراه آزادگان است.

## تقاطع‌های غیرهم‌سطح
در طول این مسیر، ۱۰ تقاطع غیرهمسطح وجود دارد که عبارتند از:
۱. زیرگذر ولی‌عصر
۲. روگذر گلکار
۳. زیرگذر آبرسان
۴. زیرگذر منصور
۵. زیرگذر پل قاری
۶. زیرگذر صاحب‌الامر (بازار)
۷. زیرگذر فلسطین
۸. زیرگذر ۵ مرداد
۹. زیرگذر شهیدان ذاکر